# Cisgeschlechtlichkeit
Cisgeschlechtlichkeit oder als Adjektiv cisgeschlechtlich oder (Anglizismus, nicht deklinierbar) cisgender (aus lateinisch cis „diesseits“ und englisch gender „soziales Geschlecht“) bzw. kurz cis bezeichnet Personen, deren Geschlechtsidentität mit dem in der Regel anhand äußerer Merkmale vor oder unmittelbar nach der Geburt bestimmten Geschlecht übereinstimmt.
Eine solche Übereinstimmung findet sich bei der weit überwiegenden Mehrheit aller Menschen: Sie identifizieren sich mit ihrem Geburtsgeschlecht – im Unterschied zu transgeschlechtlichen Menschen („jenseitig, darüber hinaus“). Die Übereinstimmung von Geschlecht und Identität bezieht sich nicht auf die sexuelle Orientierung oder sexuelle Identität einer Person.

## Begriffsentwicklung
In der Sexualwissenschaft wurde die cis-/trans-Unterscheidung bereits 1914 anhand der Gegenüberstellung von Cisvestitismus und Transvestitismus durch Ernst Burchard eingeführt. Die Bezeichnungen zissexuell und Zissexualismus führte der Sexualwissenschaftler Volkmar Sigusch 1991 ein, um auszudrücken, dass es Zissexuelle geben müsse, wenn es Transsexuelle gebe, und dass das als normal unterstellte Zusammenfallen von Körpergeschlecht und Geschlechtsidentität keine Selbstverständlichkeit sei:

„Apropos Zissexuelle. Wenn es Transsexuelle gibt, muss es logischerweise auch Zissexuelle geben. Die einen sind ohne die anderen gar nicht zu denken. Gestattet habe ich mir, die Ausdrücke Zissexualismus, Zissexuelle, Cisgender usw. einzuführen (Sigusch 1991, 1992, 1995), um die geschlechtseuphorische Mehrheit, bei der Körpergeschlecht und Geschlechtsidentität scheinbar natural zusammenfallen, in jenes falbe Licht zu setzen, in dem das Objektiv des Geschlechtsbinarismus, in dem nosomorpher Blick und klinischer Jargon die geschlechtsdysphorische Minderheit, namentlich die sogenannten Transsexuellen, ganz sicher erkennen zu können glauben.“

Bei der Begriffsbildung wurde Sigusch nach eigenen Angaben vom Wortpaar transalpin/cisalpin inspiriert. Das englische Wort cisgender wurde 1994 von der Biologin Dana Leland Defosse eingeführt und in Usenet-Gruppen verwendet und 2007 von Julia Serano in ihrem Buch Whipping Girl populär gemacht. Stellenweise wurden Formulierungen wie geborene oder genetische Männer/Frauen benutzt, oder Biomann und Biofrau – diese können aber als diskriminierend wahrgenommen werden. Unterschiedliche Präferenzen für den Terminus cisgender/cisgeschlechtlich gegenüber cissexuell (oder umgekehrt) folgen hauptsächlich den Präferenzen für die Bezeichnungen transgender/transgeschlechtlich bzw. -transsexuell. In der Wissenschaft hat das Konzept cisgender insbesondere Auseinandersetzungen mit cis-Privilegien angestoßen. Als Adjektiv wird der Begriff cis verwendet, um verschiedene Geschlechtsidentitäten präzise zu benennen, ohne sonst häufig nur implizite Normen (etwa dass mit „Mann“ nur cis Männer gemeint seien) zu reproduzieren.

## Begriffskritik
Kritik am Konzept verweist darauf, dass die cis-trans-Unterscheidung nicht-binäre Geschlechtsidentitäten unbeachtet lasse, dass die Verwendung als Nomen („ein Cisgender“) Menschen nur anhand ihres cis-Seins definiere oder dass das „Geburtsgeschlecht“ kein fixierter Ausgangspunkt für einen Vergleich sei. Finn Enke betont aus einer transfeministischen Perspektive, dass die Benennung zwar dazu beigetragen habe, die vorangegangene Unmarkiertheit von Menschen, die nicht trans sind, und damit verbundene Privilegien hervorzuheben. Enke kritisiert aber, dass im Diskurs über Cisgeschlechtlichkeit häufig spezifische kulturelle Kontexte und andere Privilegierungs- und Diskriminierungsformen ausgeblendet würden. Enke kritisiert auch, dass die Bezeichnung die Dynamik von Geschlecht vernachlässige:

“As cis circulates, it renders “woman” and “man” more stable, normative, and ubiquitous than they ever were. […] Whatever else it may accomplish, cisgender forces transgender to “come out” over and over through an ever-narrower set of narrative and visual signifiers. This erases gender variance and diversity among everyone while dangerously extending the practical reach and power of normativity.”

„In dem Maße, wie „cis“ zirkuliert, macht es „Frau“ und „Mann“ stabiler, normativer und allgegenwärtiger als je zuvor. […] Was auch immer es sonst noch bewirken mag, cisgender zwingt transgender dazu, sich immer und immer wieder durch eine immer enger werdende Wahl von narrativen und visuellen Bezeichnungen zu „outen“. Dadurch wird die geschlechtliche Vielfalt und Varianz unter allen Menschen ausgelöscht und zugleich die praktische Reichweite und Macht der Normativität auf gefährliche Weise erweitert.“

Ähnlich argumentieren auch Wendy Chapkis und Hugh English, dass die cis-trans-Unterscheidung selbst eine neue stabile Binarität zur Folge habe, die vernachlässige, wie auch Menschen, die sich nicht als trans verstehen, ihr Geschlecht auf unterschiedliche Weise verstehen.
Einige Menschen lehnen die Bezeichnung cis(gender) für sich ab oder sehen sie als Beleidigung.